# Huracán Hugo
El huracán  Hugo fue un devastador huracán categoría cinco  que impactó Puerto Rico, Saint Croix (Islas Vírgenes de los Estados Unidos) y Estados Unidos en 1989, matando a más de 50 personas. La tormenta causó miles de millones de dólares en daños (principalmente en Carolina del Sur), y a la fecha sigue estando entre los huracanes más costosos de la historia, desde 1500.

## Historia meteorológica

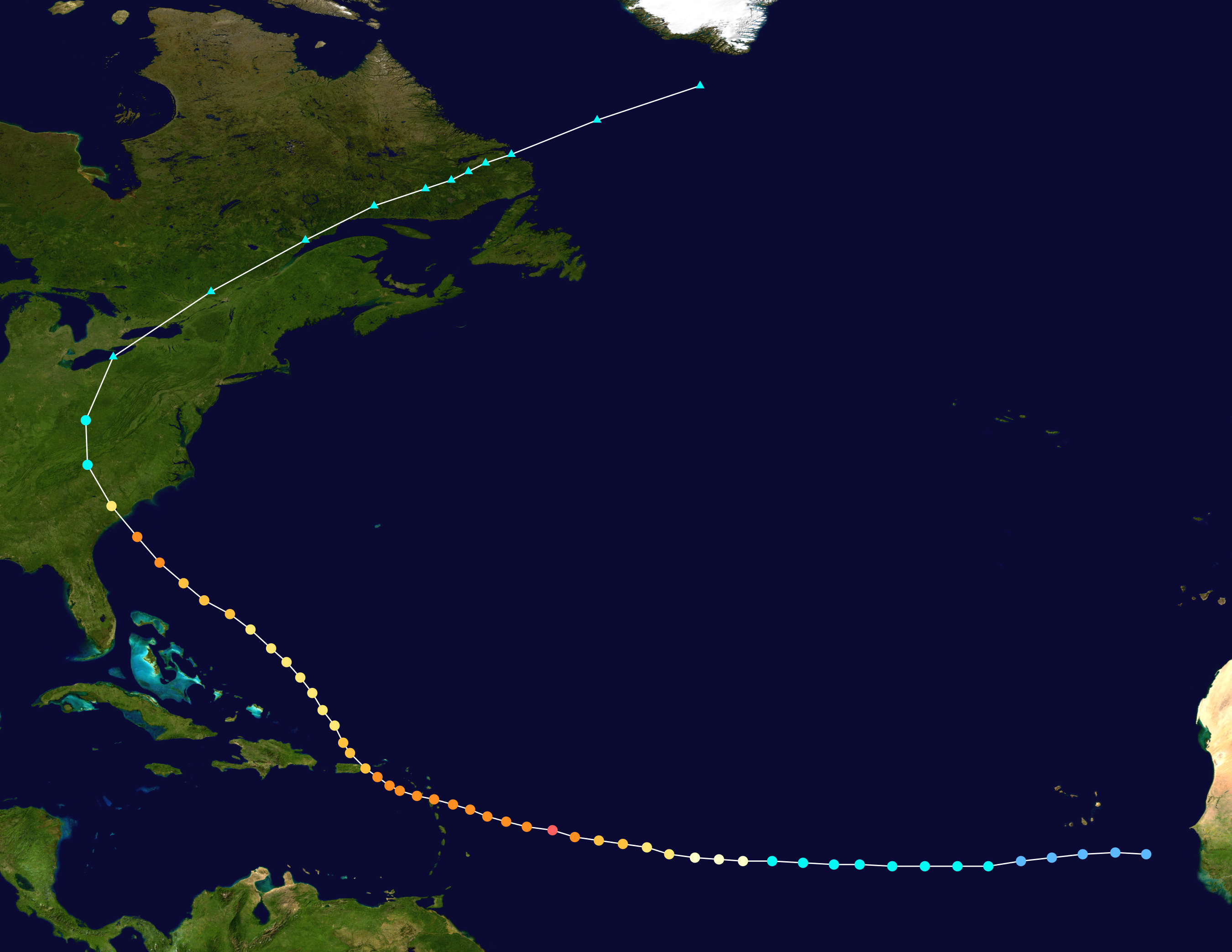
Trayectoria completa del huracán Hugo.

Una ola de tormentas eléctricas comenzó a alejarse de las islas de Cabo Verde, cerca de África, el 5 de septiembre de 1989. Moviéndose hacia el oeste, este sistema se desarrolló hasta convertirse en tormenta tropical el 11 de septiembre, y finalmente en huracán Hugo el 13. Hugo se intensificó hasta alcanzar brevemente la categoría 5 a su paso por el océano Atlántico, lejos de tierra. Finalmente llegó al mar Caribe como un huracán categoría 4, pasando sobre Guadalupe, las islas de Sotavento, Saint Crox (Islas Vírgenes de Estados Unidos) y la punta este de Puerto Rico.
Hugo se debilitó al abandonar las aguas cálidas del Caribe, pero volvió a intensificarse al pasar sobre la corriente del Golfo. La tormenta tocó tierra en Carolina del Sur la noche del 21 de septiembre como huracán categoría 4 en la escala de Saffir-Simpson. Se había pronosticado que Hugo se movería hacia Savannah, Georgia, pero inesperadamente viró hacia el norte con dirección a Charleston, Carolina del Sur. El ojo del huracán pasó justo al noreste de Charleston.
Después de tocar tierra, Hugo se debilitó hasta degradarse a tormenta tropical al pasar cerca de Charlotte, Carolina del Norte. La tormenta siguió desplazándose hacia el norte como una baja presión extratropical, pasando sobre los Grandes Lagos y partes del este de Canadá.

## Impacto

### Caribe
Se reportaron daños muy severos en las islas caribeñas. El huracán mató a seis personas en Puerto Rico y Saint Crox. Se estima que los daños totales en las islas del Caribe fueron de 3.000 millones de dólares, de los cuales mil millones corresponde solamente a Puerto Rico (hubo enormes daños materiales específicamente en la infraestructura nacional) y las Islas Vírgenes.

### Estados Unidos
A pesar de que Charleston sufrió daños muy severos, la mayor devastación fue reportada en los suburbios norteños de Mount Pleasant, Sullivan's Island e Isle of Palms, en Carolina del Sur. Las últimas dos islas quedaron incomunicadas luego de que sus puentes fueran destruidos. A lo largo de la costa, Hugo destruyó muchas casas y las marejadas apilaron numerosos botes uno encima del otro.
Los vientos y marejadas más fuertes del huracán afectaron sin embargo una zona más al norte, entre los poblados de Awendaw y McClellanville. Una marejada de 20 pies fue reportada entre Cape Romain y Bulls Bay. La mayoría de los árboles maduros en el Bosque Nacional Francis Marion murieron al paso de la tormenta.
Savannah, Georgia fue evacuada con anticipación a la llegada de la tormenta, pero no vio efecto alguno de la tormenta. 
Hugo se desplazó rápidamente, con su centro pasando sobre Moncks Corner y cerca de Sumter, Carolina del Sur, destruyendo hogares, zonas arboladas, y los cultivos locales de algodón.
En el momento en que pasó cerca de Charlotte, Hugo aún tenía la suficiente fuerza para derribar numerosos árboles sobre carreteras
y hogares, dejando además hasta dos semanas sin energía eléctrica a mucha gente. El último deceso atribuido a la tormenta sucedió en East Aurora, Nueva York (cerca de Búfalo), donde los vientos derribaron un árbol sobre un automóvil tripulado.
Las cifras totales de precipitación asociadas con Hugo estuvieron ligeramente por debajo del promedio para un impacto directo en Estados Unidos, probablemente debido a su desplazamiento veloz. La cantidad de lluvia máxima fue de 10.28 pulgadas en Edisto Island, Carolina del Sur. Se puede consultar una gráfica de la precipitación total del huracán Hugo aquí.
Hugo dejó 7000 millones de dólares (de 1989) en daños en los Estados Unidos. En su momento fue el huracán más costoso en la historia de los Estados Unidos, pero fue superado tres años después por el huracán Andrew, y años después por otras tormentas.
El nombre Hugo fue retirado después de esta tormenta, y sustituido con Humberto en la temporada de huracanes en el Atlántico de 1995.

## Nota
El NOAA tiene información sobre Huracanes desde 1500 a 2006. Pero el "Clima Norteamericano" se desarrolla como mínimo desde hace 9.000 años, luego los registros abarcan el 5,6 % de los años con huracanes. O sea, que de cada 100 años, 95 son absolutamente desconocidos en su gravedad huracánica; por lo que afirmar que tal o cual Huracán fue el peor de la Historia, no se está declarando la verdad.
En el día de la catástrofe nacieron 6 bebes en Puerto Rico.